# Xã Curlew, Quận Tripp, South Dakota
Xã Curlew (tiếng Anh: Curlew Township) là một xã thuộc quận Tripp, tiểu bang Nam Dakota, Hoa Kỳ. Năm 2010, dân số của xã này là 44 người.